# Holzminden (Schiff)
Die Holzminden ist ein Fahrgastschiff auf der Weser und wird als Tagesausflugsschiff im Linienverkehr und für Themenfahrten eingesetzt. Das Schiff wird von der Flotte Weser betrieben. Es ist zugelassen für maximal 400 Personen.

## Geschichte
Das Schiff wurde mit der Baunummer 10440 im Jahr 1978 an der Arminiuswerft in Bodenwerder an der Weser in Niedersachsen für die Oberweser-Dampfschiffahrt (OWD) gebaut. Benannt wurde das Schiff nach der Stadt Holzminden, einem Mittelzentrum und der Kreisstadt des Landkreises Holzminden. Bis 2003 gehörte das Schiff zur Oberweser-Dampfschiffahrt GmbH. Nach einem negativen Geschäftsergebnis im Jahr 2002 beschloss der Aufsichtsrat die Insolvenz der OWD zu beantragen. Im Februar 2003 wurde die Gesellschaft liquidiert. Die MECO GmbH Nienburg erwarb im Frühjahr vier Schiffe, die Bodenwerder, die Holzminden, die Höxter und die Karlshafen der OWD und nahm 2003 unter dem Namen Flotte Weser den Schifffahrtsbetrieb auf.

## Das Schiff
Das Schiff hatte ursprünglich eine Länge von 46,00 Metern und einen eckigen platten Bugbereich. 1999 wurde der Bugbereich umgebaut und ein für Fahrgastschiffe eher üblicher Bug vorgesetzt. Es verlängerte sich dadurch auf 47,05 Meter. Die Holzminden ist ein Schiff mit zwei Innensalons unterschiedlicher Größe und drei Freidecks auf zwei verschiedenen Ebenen. Das hintere Freideck ist überdacht. Der größere der Salons hat 120 Plätze, der andere 60 Plätze. 2015 wurde der Innenbereich des Schiffes renoviert und neu möbliert.

## Bilder

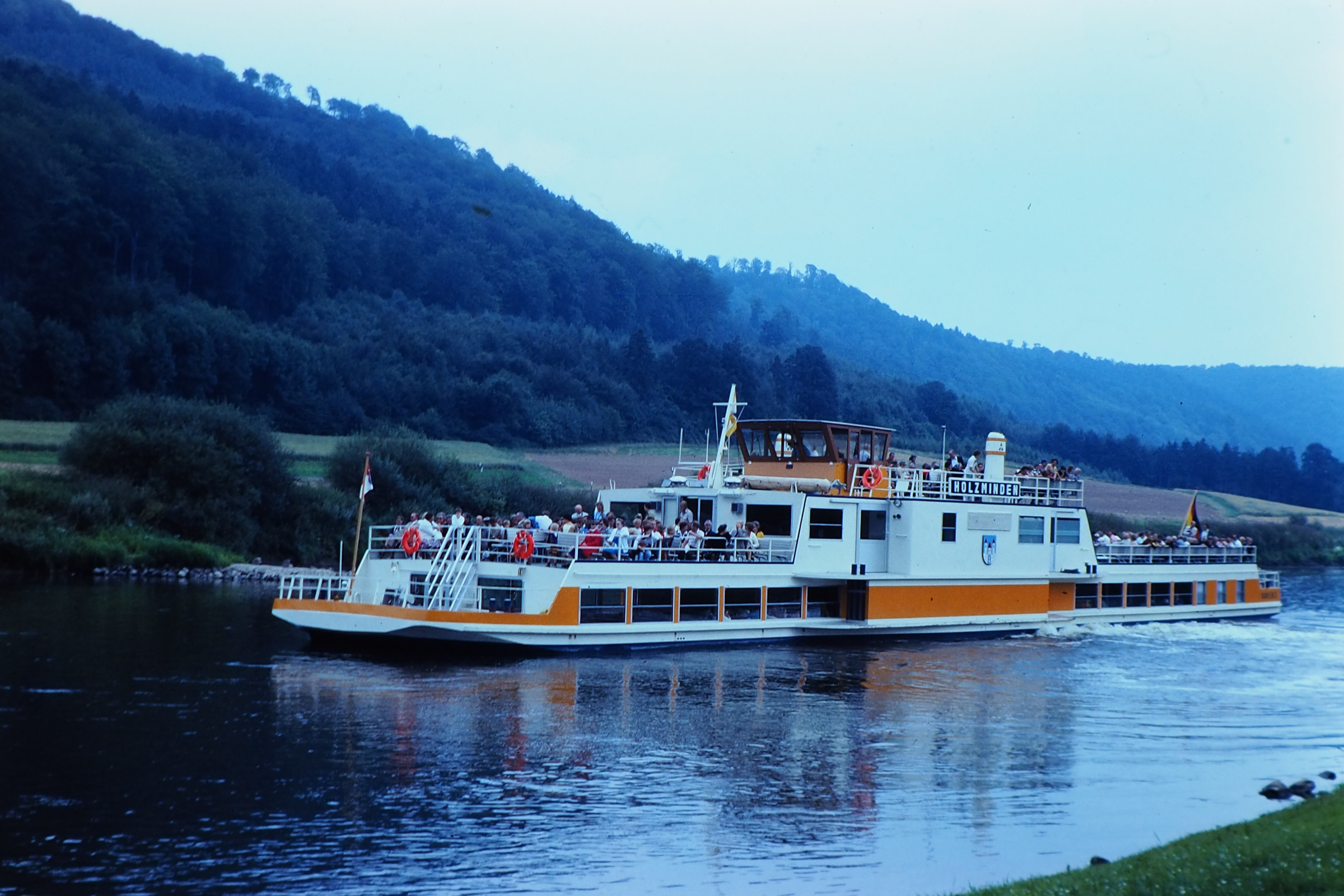
Das Schiff etwa um 1980